# На краю світу (фільм, 2009)
На краю світу (дан. Ved verdens ende) — данський фільм 2009 року.

## Сюжет
Дивакуватий психіатр Адріан Габріельсен вирушає до Індонезії, щоб провести психіатричну експертизу данського підданого Северина Гертсена, який вчинив вбивство в джунглях Суматри. Якщо експертиза підтвердить, що Гертсен божевільний, це допоможе йому уникнути смертної кари, а для Адріана відкриються нові перспективи кар'єрного зростання. Адріан не підозрює, що незабаром під загрозою смерті виявиться не тільки його підопічний, а й він сам.

## У ролях
| Актор                  | Роль               |
| ---------------------- | ------------------ |
| Ніколай Лі Кос         | Адріан Габріельсен |
| Біргітта Йорт Серенсен | Беата              |
| Ніколай Костер-Валдау  | Северин Гертсен    |
| Кі Чан                 | Генерал Карел      |
| Ніколас Бро            | Мікаель Фелдт      |
| Маттіас Г'юз           | Аріберт            |
| Петер Шредер           | Якобсен            |
| Стівен Беркофф         | Джек Пудовскі      |
| Біллі Браун            | Джеймс Холл        |
| Брелім Дестані         | Руді Хубер         |
| Бірте Нойманн          | Біттен Габріельсен |
| Ульф Пілгаард          | Вернер Габріельсен |
| Сьорен Пільмарк        | консул             |
| Гуллівер Пейдж         | Том                |
| Джон Рейнольдс         | Рон                |